# Аделейд
Вижте пояснителната страница за други значения на Аделейд.
Аделаида (на английски: Adelaide, произнася се по-близко до Адълейд) е град в Южна Австралия.
Разположен е на брега на Индийския океан в залива Сейнт Винсънт. Той е петият по население град в Австралия. Основан e през 1836 г. Наречен е на британската кралица Аделаида Саксен-Мейнинген.
Аделаида е и железопътен възел, има аерогара на 5,6 км от града и пристанище Порт Аделаида на 11 км от града. Развити са корабостроителната, автомобилната, самолетната, химическата, военната промишленост.
Има университет от 1874 г., консерватория, обсерватория, аграрен институт от 1924 г. и много музеи. Наброява 1 138 800 жители към 2006 г.

## Побратимени градове
- Джордж Таун, Малайзия от 1973 г.
- Крайстчърч, Нова Зеландия от 2008 г.
- Малмьо, Швеция от 1988 г.
- Остин, САЩ от 1983 г.
- Ферол, Испания от 2008 г.
- Химеджи, Япония от 1982 г.

## Личности
Родени в Аделаида
- Елтън Мейо (1880–1949), американски социолог и организационен психолог
- Уилям Лорънс Браг (1890–1971), физик
- Хауърд Флори (1898–1968), английски патолог и бактериолог
- Робин Уорън (род. 1937), патолог, нобелов лауреат и изследовател
- Александър Даунър (род. 1951), политик
- Андрю Томас (род. 1951), космически инженер и астронавт
- Сузан Петрили (род. 1954), професор по философия и теория на езика
- Антъни Лапаля (род. 1959), актьор
- Аурелио Видмар (род. 1967), футболист
- Деймън Хериман (род. 1970), актьор, сценарист, продуцент, режисьор и оператор
- Стюарт О'Грейди (род. 1973), спортист
- Сиа Фърлър (род. 1975), певица
- Алиша Молик (род. 1981), професионална тенисистка
- Лейтън Хюит (род. 1981), тенисист
- Тереза Палмър (род. 1986), актриса
- Джак Бобридж (род. 1989), спортист

Починали в Аделаида
- Лорънс Уелс (1860–1938), пътешественик-изследовател, топограф
- Дъглас Моусън (1882–1958), австралийски геолог
- Роналд Фишър (1890–1962), английски статистик, еволюционен биолог и генетик